# Brigittenkloster Danzig

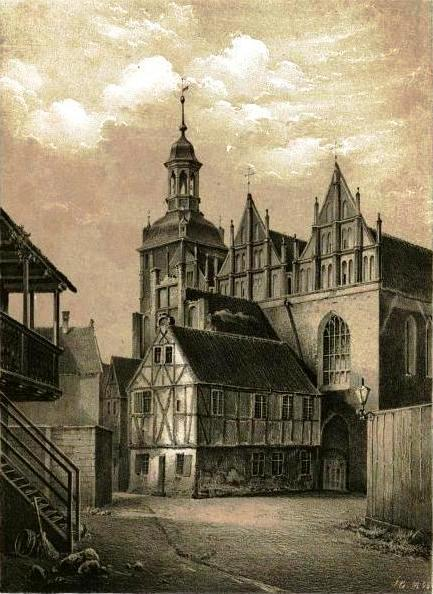
Brigittenkirche im 19. Jahrhundert

Das Kloster der heiligen Brigitta war  ein Doppelkloster des Brigittenordens in Danzig vom 14. bis zum 19. Jahrhundert.

## Anlage

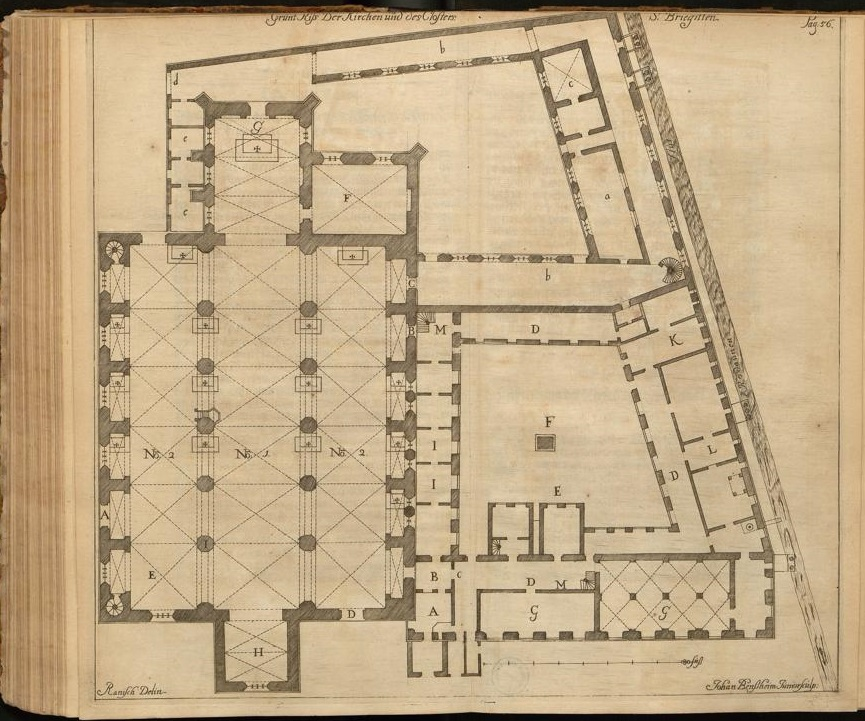
Grundriss des Klosters 1695

Das Kloster lag an der Brigittenkirche, die Klostergebäude waren nördlich davon am Fluss Radaune. Die Kirche ist erhalten.

## Geschichte
1374 wurde Birgitta von Schweden nach ihrem Tod zwei Wochen lang in Danzig aufgebahrt, zuerst in der Marienkirche, dann in der kleinen Maria-Magdalenen-Kapelle. Sie war von Rom überführt worden und auf dem Weg nach Schweden.
1392 kamen Brigittinnen aus dem Mutterkloster Vadstena nach Danzig und ließen sich an der Kapelle nieder, an der bereits eine Büßerinnen- und Beginengemeinschaft lebte. 1394 erhielten sie die Erlaubnis vom Papst zur Gründung eines Klosters, das 1396 eröffnet wurde.
1400 wurde dazu auch ein Mönchskonvent gebildet, der durch eine Mauer von den Nonnen getrennt untergebracht wurde, wie es die Regeln des Birgittenordens vorsahen. Sie waren für die Liturgie, die Seelsorge der Umgebung und zur Unterstützung des Bischofs zuständig.
Das Kloster erhielt umfangreiche Stiftungen und Schenkungen und besaß mehrere Dörfer. In den ersten Jahrzehnten kam es zu wiederholten Auseinandersetzungen mit der Stadt, der benachbarten Kirche St. Katharinen und Bürgern wegen Besitz, Rechten und mangelnder Ordensdisziplin.
1426 wurde ein Brigittenkloster in Lublin gegründet, 1458 ein weiteres in Elbing.
1525/26 und 1577 wurde das Brigittenkloster gestürmt und geplündert, wie andere Klöster auch. 1592/93 verfügte der Bischof von Włocławek die die Übergabe des Klosters mit sämtlichem Besitz an den Jesuitenorden. Nach energischem Protest des protestantischen Stadtrats und mit Unterstützung des Mutterklosters in Vadstena erhielten die Brigitten 1613/15 wieder die vollständige Kontrolle über die Anlage.
Es war in dieser Zeit das einzige Doppelkloster in Polen. Die 40 bis 60 Konventualen kamen aus Danzig und aus der Umgebung und waren polnischer und deutscher Herkunft.
Nach dem Übergang der Stadt Danzig an das Königreich Preußen 1793 erfolgte ein Verbot der Aufnahme neuer Novizinnen. 1817 wurde das Kloster geschlossen, die Insassen durften aber dort wohnen bleiben.
1824 wurden die ersten Gebäudeteile abgerissen, 1828 die verbliebenen vier Nonnen verlegt und 1849 bis 1851 der gesamte Klausurkomplex abgetragen. Es wurde dort ein Pfarrhaus und weitere Gebäude gebaut. Die letzte Nonne starb 1855.
1945 wurde die Brigittenkirche beschädigt. Seit 1999 gibt es in den Pfarrgebäuden ein Ökumenisches Zentrum mit Hotel und Tagungsräumen.